# Хеминген (Доња Саксонија)
Хеминген (њем. Hemmingen) град је у њемачкој савезној држави Доња Саксонија. Једно је од 21 општинског средишта округа Регион Хановер. Према процјени из 2010. у граду је живјело 18.502 становника. Посједује регионалну шифру (AGS) 3241007.

## Географски и демографски подаци
Хеминген се налази у савезној држави Доња Саксонија у округу Регион Хановер. Град се налази на надморској висини од 56 метара. Површина општине износи 31,6 km². У самом граду је, према процјени из 2010. године, живјело 18.502 становника. Просјечна густина становништва износи 586 становника/km².

## Међународна сарадња
| Мјесто     | Држава               | Врста сарадње | Од    |
| ---------- | -------------------- | ------------- | ----- |
|            | Пољска               | партнерство   | 2002. |
| Клајдсдејл | Уједињено Краљевство | партнерство   | 1984. |
|            | Француска            | партнерство   | 1967. |
|            | Француска            | партнерство   | 1966. |
| Извор      |                      |               |       |